# Роберт Зара
Вижте пояснителната страница за други личности с името Зара.
Роберт Зара (на немски: Robert Sara) (роден на 9 юни 1946 в Оберлайнзиц, Австрия) е бивш австрийски футболист.
Зара записва 55 мача с националния отбор на страната си, както и е треньор на един от най-успешните австрийски клубове – Аустрия Виена.